# Первое сражение при Комароме
Первое сражение при Комароме произошло 26 апреля 1849 года между венгерской и австрийской имперской армиями и стало одним из самых важных сражений Войны за независимость Венгрии 1848—1849 годов. В этом сражении венгерская революционная армия освободила крепость Комаром от долгой имперской осады и вынудила австрийцев отступить к западной окраине Венгерского королевства.

## Перед сражением
В конце 1848 года Комаром остался в руках венгров. Неприступную крепость защищала серьезная венгерская сила, поэтому наступающим имперским войскам во время зимней кампании ничего не оставалось, как окружить ее плотным кольцом осады и попытаться обескровить. Однако весенняя кампания 1849 года коренным образом изменила военную ситуацию. Хотя армия во главе с Артуром Гёргеем одержала блестящую победу в битве при Ишасеге, окружение все же не было успешным, и Виндишгрец смог отвести свои войска к Пешту и Буде. 
Для продолжения кампании требовался новый план, который был принят 7 апреля на военном совете в замке Гёдёллё. В ходе него было решено, что будет выделен корпус под командованием Аулича, задачей которого будет демонстрация перед Пештом, в то время как основные силы повернут в сторону высокогорья, чтобы освободить Комаром большим обходным путем, и, таким образом, между Будой и городом-крепостью будут зажаты австрийские войска, отступающие к Вене. Цель состояла в том, чтобы навязать решающую битву и уничтожить основные силы противника.
Победа Дамьянича 10 апреля над войсками Геца при Ваце и победа 19 апреля в Надьсало над корпусом Вольгемута открыли венграм путь на Комаром. 12 апреля новый главнокомандующий, фельдмаршал Людвиг фон Вельден, был назначен вместо Виндишгреца руководить императорской армией в Венгрии.
Первые венгерские части прибыли на берега Вага 22 апреля и всего за один день освободили северную и западную стороны осажденной крепости. Однако Дунай был серьезным препятствием. Крепость была соединена с южным берегом Дуная всего одним паромом, имевшим очень малую пропускную способность. Он был единственной связью с южным берегом и расположенными там так называемыми "звездными валами", находившимися в руках венгров, которые австрийцы несколько раз пытались вернуть. Чтобы главная австрийская армия была окружена и Комаром был полностью освобожден, необходимо было переправиться на другой берег большими силами. Понадобилось несколько дней, чтобы построить через Дунай мост-плот. 

## Сражение

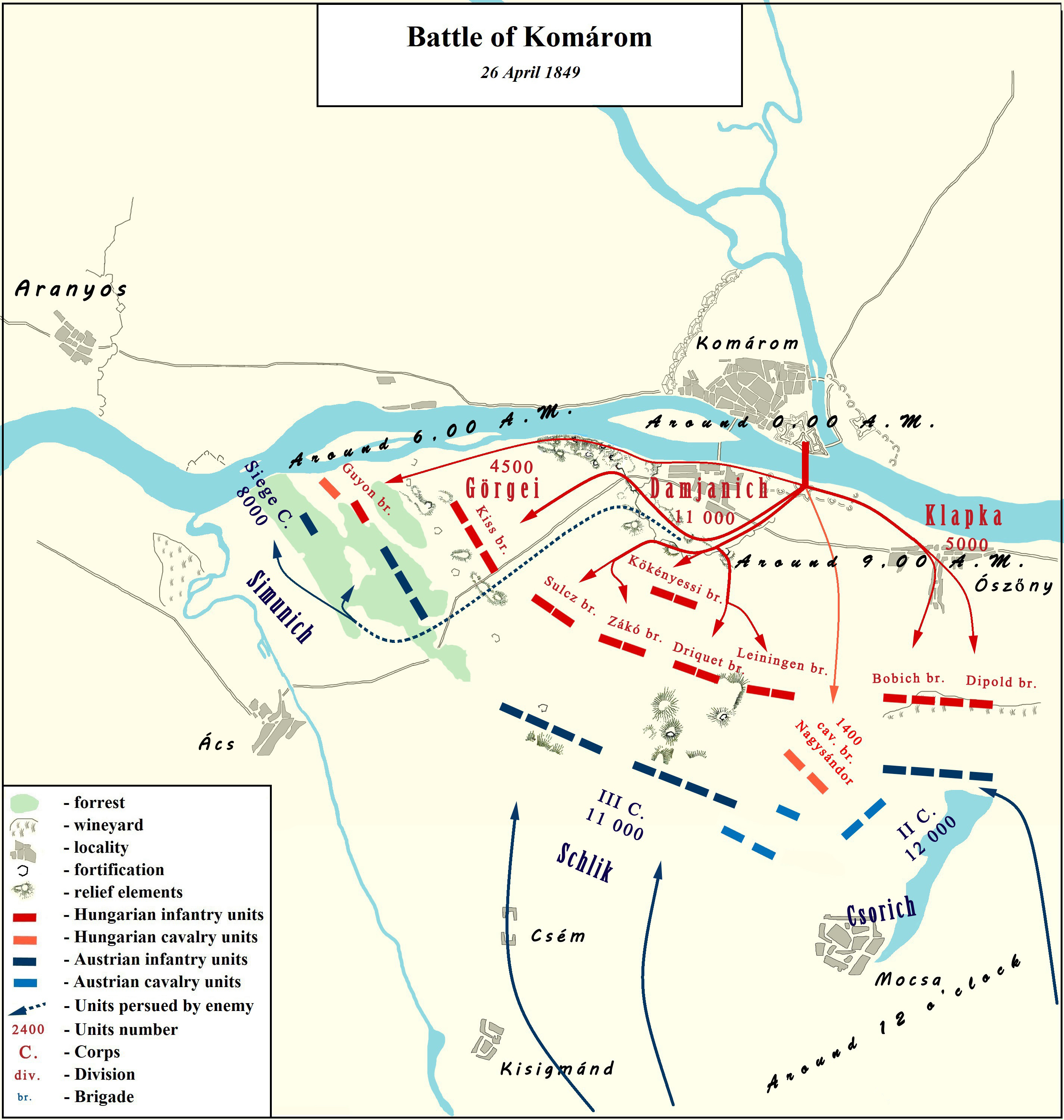
Карта сражения

В ночь с 25 на 26 апреля, в 2 часа ночи, венгерские I, III и VIII корпуса (последний являлся гарнизоном крепости) переправились через Дунай по построенному ими мосту-плоту и атаковали укрепления противника вокруг крепости на южном берегу. В результате к 6 часам утра австрийцы были выбиты со своих позиций и отступили. В 6 часов на поле боя прибыл главнокомандующий венгерской армией генерал Артур Гёргей и приказал своим войскам продолжать наступление. Он командовал правым крылом, наступавшим в лесу Ач, в то время как левое крыло во главе с генералом Дьёрдем Клапкой продвигалось между Мочей и Ошенем.
В этот момент австрийцы Симунича были на грани тяжелого поражения, но их спасло прибытие имперского II корпуса, а затем III корпуса, которые отступили из Буды по приказу Вельдена пятью днями ранее, после битвы при Надьсало. Добавление двух корпусов создало превосходство 2:1 для австрийцев. Шлик принял общее командование над имперской армией и приказал перейти в контратаку, чтобы обеспечить отход осадного корпуса Симунича и части его артиллерии. 
Столкнувшись с давлением свежих сил австрийцев, прибытия которых Гёргей не ожидал, около 13:00 он решил отдать приказ всем своим войскам отступить за имперские осадные окопы на южном берегу Дуная, захваченные его войсками в начале сражения, и ждать подкрепления. В свою очередь, Шлик, добившись своей цели, приказал пехоте и кавалерии отступить, а артиллерии продолжить дуэль с венграми до 15:00, когда закончились боеприпасы с обеих сторон, после чего начал марш в сторону западной границы Венгрии.

## Результаты
Хотя венгерский план окружить и уничтожить имперские силы провалился из-за прибытия и контратаки двух корпусов, но потеря большей части осадной артиллерии и целой гренадерской дивизии, огромного количества продовольствия, боеприпасов, 7 тяжелых осадных орудий, а также целого военного палаточного лагеря стало тяжелым ударом для имперских полководцев. 
После этого сражения, после долгих дебатов между венгерскими военными и политическими лидерами о том, продолжать ли им наступление на Вену, столицу Габсбургов, или на венгерскую столицу Буду, крепость, которую все еще удерживали австрийцы, был выбран второй вариант.